# محمد فاضل العواد
محمد فاضل حسين العواد من مواليد العراق 1910م واحد من أشهر وأفضل صناع آلة العود في العالم.

## حياته ومهنته
هو محمد فاضل حسين العوّاد صانع اعواد وآلات وترية شهير في العراق لمع اسمه فترة الخمسينيات القرن الماضي في ورشته المتعاقبة في الحيدر خانة منذ عام 1932 حتى الثمانينات عندما أنتقل هو والاسرة إلى راغبة خاتون. تميز بفضل موهبته كنجار متمكن ومبدع عندما عمل موظفا في المتحف العراقي، إذ ما يزال إسمه منحوتا على خشب مرقد الأمام موسى الكاظم الذي قام بصنعه بعد فوزه من بين عدد من العراقيين وغير العراقيين تقدموا لهذا لصنع خشب المرقد. واسمه محفور في المرقد إلى يومنا هذا.
عرف شارع الرشيد في بغداد بثلاثة أشياء، قهوة الشاعر الزهاوي وكعك السيد ومحل محمد فاضل العواد الذي يقبع خلف الشارع امام الاعدادية المركزية وقد قامت جامعة اوكسفورد باقتناء أحد اعواد محمد فاضل ووضعته في متحف الجامعة. أما أشهر من العرب الذين اقتنوا عود محمد فاضل، فهم الملك فيصل الثاني وبعض ملوك العرب ومن أشهر الفنانين، رياض السنباطي وعوض دوخي وام كلثوم وعبد الحليم حافظ وسعدون جابر وكاظم الساهر والفنان محمود الكويتي حيث كان الوكيل الوحيد للصانع محمد فاضل وكان آنذلك في دولة الكويت يستورد الأعواد ويقوم ببيعهم في محله، ومن العازفين علي الإمام وجميل بشير ومنير بشير وروحي وغانم حداد وسالم عبد الكريم ومحمد حسن وعلي حسن ونصير شمة وغيرهم الكثير , أشهر من تبقى من عائلة محمد فاضل، هو ابنه فائق، وابنه فالح وعمر ويعرب حسب تسلسل اعمارهم

## عود السحب
أبتكر الصانع محمد فاضل حسين عود السحب للفنان منير بشير حين اشتكى له منه من مشكلة يعاني منها (شَد الاوتار) أو ( رفع الدوزان ) وخصوصا وهو يعزف مع الفرق الاجنبية والعالمية لانة كان يضبط العود على طبقة عالية فالدوزان كان يؤثر على وجه العود وتنقلع الفرسة من مكانها فصنع محمد فاضل له عودا حول فيه الفرس التي تربط بها الاوتار إلى ظهر العود ليتسنى للاوتار سحبها باعلى درجة بدون ان يضغط على وجه العود.. عندما عزف منير بشير بعود السحب انحنى وقبل يد فاضل وقال له «عاشت ايدك يا أبو فايق».. وبهذا كان فاضل أول من صنع عود السحب في العام 1954. وتعتبر اعواد محمد فاضل نادرة جدا لدرجة انها تباع في بعض الأحيان بالمزاد.

## الاسرة
جميع الأبناء ورثوا صنعة ابيهم وهم:-
- فائق أو فايق، الابن البكر ولد في بغداد 1941
- فالح محمد فاضل، هاجر إلى الإمارات ابوظبي
- عمر محمد فاضل، صانع اعواد في ورشة والده في بغداد
- يعرب محمد فاضل، عمل خمس سنوات بالكويت ثم هاجر إلى تونس بعد أحداث غزو الكويت 1991[2] ثم استقر في بلجيكا[4]

## وفاته
- توفي محمد فاضل في العام 2002.

في يوم 6\9\2002 رحل محمد فاضل حسين العواد.

## وصلات خارجية
- محمد فاضل العام 1998 في ورشته ببغداد مع ابنه عمر
- يعرب محمد فاضل على قناة فرانس 24 في يونيو 2014